# Joel Baumann
Joel Baumann (*  14. März 1969 in Bogotá) ist einer der Direktoren des kreativen Kollektivs tomato sowie Professor an der Kunsthochschule Kassel, dessen Rektor er von 2013 bis 2021 war.

## Leben
Der Deutsche Joel Baumann wuchs als Diplomatensohn z. T. im Ausland auf, unter anderem in Kōbe (Japan), Chennai (Madras, Indien) und New York. Er besuchte eine Grundschule nahe Köln und machte sein Abitur später im Internat Birklehof im Schwarzwald. Darauf folgten eine Fallschirmspringer-Ausbildung bei der Bundeswehr und Studien in Schauspiel und Dramaturgie sowie Fotografie in Paris. Geld verdiente er zu dieser Zeit als Laufstegmodel.
1997 machte er seinen BA in Contemporary Media Practice und 1998 seinen MA in Hypermedia jeweils an der University of Westminster in London. In seiner Studienzeit wurde er Mitglied der Künstlergruppe Antirom. Seit 1999 ist Joel Baumann ein Direktor der tomato ltd., London. 
Im Jahr 2003 wurde er als Professor für Neue Medien in den Studiengang Visuelle Kommunikation der Kunsthochschule Kassel berufen. Von März 2013 bis Februar 2020 leitete er den Kasseler Kunstverein. Am 1. November 2013 übernahm Joel Baumann das Rektorenamt der Kunsthochschule Kassel, das er bis November 2021 innehatte. Ihm folgte Martin Schmidl als Rektor.

## Werk
Die Leistung seiner Arbeit liegt weniger in der sichtbaren Oberfläche, sondern in der Interaktion und der Strategie der von ihm mit geschaffenen, digitalen Medienwerke. So beschreibt die Kunsthochschule Kassel seine Arbeit wie folgt: 

„In seiner Arbeit konzentriert er sich auf das interaktive Moment, die strategischen Möglichkeiten im Einsatz digitaler Medien und dem Einfluss neuer Medien auf Gesellschaftsformen und Kommunikation.“

Seine angewandten, kommerziellen Arbeiten (mit tomato) in den Bereichen von Branding und Werbung erfolgten für renommierte, internationale Firmen und Institutionen und errangen zahlreiche Preise.

## Ausstellungen (Auszug)
- Museion, Bozen, Italien, 2012
- Victoria and Albert Museum, London, UK, 2012
- The Warhol, Pittsburgh, USA, 2010
- Jacobson Howard Gallery, New York, USA, 2008
- MediaLab, Groningen, Holland, 2005
- European Media Arts Festival, Osnabrück, 2004
- toca-me, München, 2004
- LaForet, Tokyo, Japan, 2001
- Die Neue Sammlung, München, 2001
- DesignersBlock, London, GB, 2000